# Hind Khoudary
Hind Osama Al-Khoudary (arabisch هند خضري) ist eine palästinensische Journalistin aus dem Gazastreifen.

## Leben

### Jugend
Khoudary ist die Tochter von Usama und Marwa el-Khoudary. Sie hat acht Brüder. Sie ist eine entfernte Verwandte von Jawdat N. Khoudary, dem Eigentümer des Al Mat’haf-Museums. Sie erhielt ihre Schulbildung an der American International School in Gaza und machte 2008 einen Abschluss.

### Karriere
Khoudary hat für Middle East Eye geschrieben, Anadolu Agency, und für das +972 Magazine und arbeitete für den Fernsehsender RT. Ihre Posts auf Twitter und Instagram wurden von der New York Times, National Public Radio (NPR), und Utusan Malaysia (اوتوسن مليسيا‎, en.: The Malaysian Tribune) zitiert.
Im März 2019 arbeitete Khoudary freiberuflich für Amnesty International, wo sie Aufnahmen der Proteste des Great March of Return protests (2018–2019 Gaza border protests) lieferte und über Verstöße der Hamas gegen Demonstranten berichtete. Sie wurde von der Hamas inhaftiert und drei Stunden lang verhört,  wobei sie bedroht und aufgefordert wurde, bestimmte Facebook-Posts zu entfernen.

## Online-Aktivismus
Khoudary hat auf Twitter und Instagram über israelische Luftangriffe im Gazastreifen nach dem Hamas-Angriff auf Israel im Jahr 2023 gepostet. In den letzten fünf Oktobertagen 2023 gewann Khoudary 273.000 Instagram-Follower.

### Kontroversen
Im Jahr 2020 verfasste Khoudary einen Facebook-Beitrag über eine gemeinsame palästinensische und israelische Zoom-Konferenz des Gaza-Jugendkomitees (ar.: لجنة شباب غزة‎), in welcher sie Hamas-Funktionäre markierte. Daraufhin wurden sechs Mitglieder der Gruppe, darunter Gründer Rami Aman, verhaftet und wegen „Normalisierung“ angeklagt. Khoudary bestritt, dass sie beabsichtigt hatte, dass die Mitglieder verhaftet würden, als sie über das Ereignis berichtete, und sagte, sie unterstütze die Hamas nicht, sagte aber auch, sie sei nicht gegen Amans Verhaftung und habe die Beamten „als Protest gegen Normalisierungsaktivitäten“ markiert. Der Sprecher des Innenministeriums von Gaza, Iyad al-Bozm, gab ebenfalls eine Erklärung ab, wonach es nicht Khoudarys Beitrag gewesen sei, welcher die Hamas über das Ereignis informiert habe.
Als Reaktion auf Khoudarys Post entfernte Peter Bouckaert, ein ehemaliger Mitarbeiter von Human Rights Watch, Khoudary von einer Facebook-Journalismusgruppe, die er moderierte.

## Familie
Khoudary ist verheiratet.
Khoudary lebte während der COVID-19 Pandemie in der Türkei. Sie kehrte im August 2023 nach Gaza zurück.